# Elliott Carter
Elliott Cook Carter, Jr. (New York, 11 december 1908 – aldaar, 5 november 2012) was een Amerikaans componist. Zijn composities, waaronder orkestmuziek, kamermuziek en solowerken, worden wereldwijd uitgevoerd. 

## Biografie
Zijn ouders waren de zakenman Elliott Carter sr. en Florence Chambers. Als tiener ontwikkelde Carter interesse in muziek. Een beslissend moment was voor hem de Amerikaanse première van Igor Stravinsky's Le Sacre du printemps door Pierre Monteux en het Boston Symphony Orchestra in Carnegie Hall in 1924. 
Carter werd door de componist Charles Ives, die als verzekeringsagent bij zijn ouders over de vloer kwam, aangemoedigd iets te doen met zijn muzikale belangstelling. Hij ging aanvankelijk Engels studeren aan Harvard College, maar volgde hier ook een studie muziek. Daarnaast studeerde hij muziek aan de nabijgelegen Longy School of Music. Zijn leraren waren onder meer Walter Piston en Gustav Holst. In 1932 haalde hij aan Harvard College zijn Master in muziek. Vervolgens ging hij naar Parijs om te studeren bij Nadia Boulanger. Carter werkte van 1932 tot 1935 met haar. In 1935 ontving hij een doctoraat in muziek van de École normale supérieure. Datzelfde jaar keerde hij terug naar de Verenigde Staten, waar hij de Ballet Caravan regisseerde.
Op 6 juli 1939 trouwde hij met Helen Frost-Jones. Samen kregen ze een zoon, David Chambers Carter. Van 1940 tot 1944 gaf Carter les in wiskunde, natuurkunde, klassiek Grieks en muziek aan St. John's College in Annapolis, Maryland. Tijdens de Tweede Wereldoorlog werkte Carter voor het Office of War Information. Daarna gaf hij achtereenvolgens les aan het Peabody Institute of the Johns Hopkins University (1946 - 1948), de Columbia-universiteit, Queens College, New York (1955-1956), Yale-universiteit (1960-1962), Cornell-universiteit (sinds 1967) en de Juilliard School (sinds 1972). In 1967 werd hij lid van de American Academy of Arts and Letters. 
Carter componeerde tot op hoge leeftijd. Zijn meest recente muziekstuk, Interventions for Piano and Orchestra, ging in première op 4 december 2008 in Carnegie Hall, gespeeld door pianist Daniel Barenboim met het Boston Symphony Orchestra onder leiding van James Levine. Ter ere van Carters honderdste verjaardag werd bij dat concert ook Le Sacre du printemps uitgevoerd, dat in 1924 op dezelfde plek een beslissende richting aan zijn carrière had gegeven.

## Selectie van zijn werken
- Pocahontas (ballet) (1938-39)
- The Defense of Corinth (1942)
- Symphony No. 1 (1942, revised 1954)
- Elegy voor altviool en piano (1943)
- Holiday Overture (1944, herzien 1961)
- Piano Sonata (1945-46)
- The Minotaur (ballet) (1947)
- Cello Sonata (1948)
- Woodwind Quintet (1948)
- Eight Etudes and a Fantasy voor blazerskwartet (1949)
- Strijkkwartet nr. 1 (1951)
- Variations voor Orchestra (1954–1955)
- Strijkkwartet nr. 2 (1959)
- Double Concerto voor piano, klavecimbel en twee kamerorkesten (1959-61)
- Piano Concerto (1964)
- Eight Pieces voor Four Timpani (1950/66)
- Concerto voor Orchestra (1969)
- Strijkkwartet nr. 3 (1971)
- Brass Quintet (1974)
- Duo voor Violin & Piano (1974)
- A Mirror on Which to Dwell voor sopraan en ensemble (1975)
- A Symphony of Three Orchestras (1976)
- Syringa voor mezzosopraan, bas-bariton, gitaar en ensemble (1978)
- Three Poems of Robert Frost voor bariton en ensemble (1942, orkestratie 1980)
- Night Fantasies voor piano (1980)
- In Sleep, in Thunder voor tenor en ensemble (1981)
- Changes voor Guitar (1983)
- Triple Duo (1983)
- Penthode (1985)
- Strijkkwartet nr. 4 (1986)
- Hobo Concerto (1986-1987)
- Three Occasions voor orkest (1986-89)
  1. A Celebration of Some 150x100 Notes
  2. Remembrance
  3. Anniversary
- Violin Concerto (1989)
- Quintet voor Piano and Winds (1991)
- Trilogy voor hobo en harp (1992)
  1. Bariolage voor harp
  2. Inner Song voor hobo
  3. Immer Neu voor hobo en harp
- Of Challenge and of Love voor sopraan en piano (1994)
- Strijkkwartet nr. 5 (1995)
- Symphonia: Sum Fluxae Pretiam Spei (1993-96)
  1. Partita
  2. Adagio Tenebroso
  3. Allegro Scorrevole
- Clarinet Concerto (1996)
- What Next? (opera in een bedrijf) (1997)
- Luimen voor ensemble (1997)
- Quintet voor piano en snaarinstrumenten (1997)
- Tempo e Tempi voor sopraan, hobo, klarinet, viool en cello (1998-99)
- Two Diversions voor piano (1999)
- Four Lauds voor soloviool (1999, 1984, 2000, 1999)
- ASKO Concerto (2000)
- Hobo Quartet (2001)
- Cello Concerto (2001)
- Boston Concerto (2002)
- Dialogues voor piano en orkest (2003)
- Three Illusions voor orkest (2002-04)
  1. Micomicón
  2. Fons Juventatis
  3. More's Utopia
- Mosaic voor harp en ensemble (2004)
- Réflexions voor ensemble (2004)
- Soundings voor piano en orkest (2005)
- Intermittences voor piano (2005)
- Catenaires voor piano (2006)
- In the Distances of Sleep voor stem en ensemble (2006)
- Horn Concerto (2007)
- Interventions voor piano en orkest (2007)
- Clarinet Quintet (2007)
- Figment III voor contrabassolo (2007)
- Figment IV voor altvioolsolo (2007)
- Tinntinabulation voor slagwerk-sextet (2008)
- Wind Rose voor blazersensemble (2008)
- Duettino voor viool en cello (2008)
- Flute Concerto (2008)